# Patnāgarh
Patnāgarh är en ort i Indien.   Den ligger i distriktet Balāngīr och delstaten Odisha, i den centrala delen av landet, 1 100 km sydost om huvudstaden New Delhi. Patnāgarh ligger 246 meter över havet och antalet invånare är 19 582.
Terrängen runt Patnāgarh är platt. Runt Patnāgarh är det ganska tätbefolkat, med 155 invånare per kvadratkilometer. Det finns inga andra samhällen i närheten. Trakten runt Patnāgarh består till största delen av jordbruksmark.